# 吕文科
吕文科（1930年—1997年11月16日），河北省井陉县人，歌唱家。1948年考入石家庄文工团，1950年代因演唱《克拉玛依之歌》、《走上这高高的兴安岭》等歌曲而出名。1963年调入海军文工团，首唱过《水兵最爱什么花》、《八角楼的灯光》、《木棉花开火样红》等歌曲。1997年因病逝世。